# Бозово (Челябінська область)
Бозово (рос. Бозово) — присілок у Нязепетровському районі Челябінської області Російської Федерації.
Входить до складу муніципального утворення Гривенське сільське поселення. Населення становить 48 осіб (2010).

## Історія
Населений пункт розташований на історичних землях башкирів. Від 1923 року належить до Нязепетровського району Челябінської області.
Згідно із законом від 13 вересня 2004 року органом місцевого самоврядування є Гривенське сільське поселення.

## Населення
| 2002 | 2010 |
| ---- | ---- |
| 70   | ↘48  |